# 카롤루스 마르텔루스
카롤루스 마르텔루스(라틴어: Carolus Martellus, 독일어: Karl Martell 카를 마르텔[*], 프랑스어: Charles Martel 샤를 마르텔[*], 영어: Charles Martel 찰스 마텔[*], 스페인어: Carlos Martel 카를로스 마리텔[*], 680년 8월 23일 – 741년 10월 22일)은 카롤링거 왕조 출신 프랑크 왕국의 군주이자 정치, 군사 지도자로, 718년 이후 프랑크 왕국의 동쪽 지방인 아우스트라시아의 궁재로 사실상 아우스트라시아, 네우스트리아, 부르군트 3개로 나뉜 프랑크 왕국 전체를 지배했으며 프랑크 공작이자 프린스의 호칭을 획득하였다. 사라센의 침략을 격퇴하여 신망을 얻었으며, 로마 교회는 이슬람 세력을 물리치는 데 공이 컸던 카를루스 마르텔의 아들인 피핀의 왕위를 승인하게 된다. 그의 게르만족 정벌은 프랑크 제국의 영역을 확장시켰고, 나중에 카롤링거 왕조의 왕 카를 대제의 영토 확장의 기초가 되었다. 그의 별칭 마리텔은 "망치"라는 뜻이다.
714년 아버지 피핀 2세가 죽은 뒤, 궁재직 계승권에 반발하여 쿠데타를 일으킨 뒤 717년 아우스트라시아 분국의 궁재직을 차지하였다. 프랑크 왕국의 궁재직을 석권한 뒤 갈리아의 패권을 장악하였으며, 외부 원정으로는 바이에른과 알레마니아를 공략하여 프랑크 왕국의 영향권 하에 두었고, 아키텐을 속국화하였으며, 프리지아로까지 진출했다. 작센족과의 전투에서는 패배하였지만 732년 투르 푸아티에 전투에서 사라센 제국의 이슬람 군대와 베르베르인 군대를 크게 격퇴하였다. 737년부터는 공석이던 프랑크 왕국의 국왕을 대신하여 왕국을 통치하기도 했다. 자신을 도운 이복 형제 힐데브란트를 비롯한 부하 관료들에게 공작, 백작, 기사 등의 칭호를 부여해주었는데 일각에서는 이를 봉건 제도의 시발점으로 보기도 한다. 그의 사후 프랑크 왕국의 궁재직은 카를로만 1세와 피핀 3세가 나누어 차지하였다.
그는 메로빙거 왕조의 왕들을 축출하지 않고 프랑크의 왕자이자 공작(Duke and Prince of the Franks)이라는 직함으로 활동했다. 737년부터는 궐석인 국왕의 직무를 대신하였다.
732년~737년의 이슬람 군대와의 전쟁에서 투르푸아티에에서 이슬람 군대를 최종 격퇴하여, 이슬람 군사를 알프스산맥과 피레네를 넘지 못하게 했다. 종교적으로는 성 보니파시오의 보호자이자 후견자였으며, 교황청은 한때 그에게 왕관을 제의하였지만 거절하였다. 732년 이슬람 교도와 치른 투르 전투 때 자신을 따르는 자들에게 교회의 땅을 징발하여 나누어줌으로서 교회와 서로 틈이 생겼다. 그는 군사물자 및 식량 조달과 가신들에게 봉토 제공 등 목적으로 교회, 수도원, 수녀원의 토지와 재산을 수시로 압수하여 군비와 봉토로 조달하였다.

## 생애

### 생애 초반

#### 출생과 젊은 시절

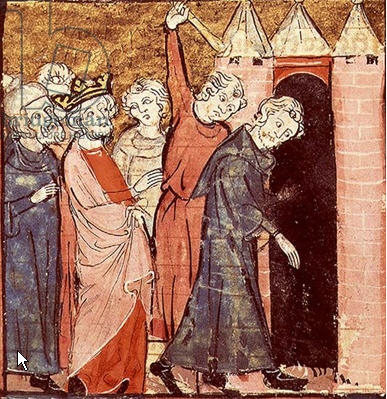

카를 마르텔은 680년 8월 23일 프랑크 왕국 아우스트라시아의 헤르스탈(벨기에 리에주에 소재)에서 아우스트라시아 왕국의 궁재 피핀 2세의 서자로 태어났다. 출생 년도는 688년생 설, 684년생 설, 686년생 설, 690년생 설까지 있다. 어머니는 알파이스는 노예 출신 여성이었다는 것이 알려졌을 뿐 모계에 대한 것은 알려진 바가 없다. 일설에는 그의 어머니 알파이스는 아우스트라시아의 알베리쿠스(Albericus de Austrasia)와 포이터의 아델라(Adèle Poiters) 사이에서 태어난 딸 또는 사생아라 한다. 그와 함께 피핀 2세의 서자로는 동복 형제이자 부르군트의 공작을 지낸 힐데브란트 등이 있었다. 카를과 힐데브란트 형제는 피핀 2세의 서자이자 사생아였고, 피피니드 가문의 일원으로 인정받지도 못했다. 이후로도 카를 마르텔은 쿠데타를 일으켜 집권했으므로, 학자들과 문인들은 카를 마르텔을 피피니드의 정당한 계승자로는 인정하지 않았다.
카를의 집안은 메츠의 주교 아르눌프 폰 메츠와 브라반트 백작 카를로 거슬러 올라간다. 아르눌프의 어머니는 오다라는 이름의 여성이었지만 아버지가 누군가는 다소 불확실하다. 브라반트의 카를이나 카를의 아들인 아우스트라시아의 궁정 행정관 카를로만은 이름만이 전할 뿐 행적은 알려진 바 없고, 를로만의 아들로 란덴의 피핀으로 알려진 피핀 1세의 대에 이르러 아우스트라시아의 궁재로서 명성을 얻었고, 브라반트를 공략한 이교도 부족을 격퇴한 일로 명성을 얻게 되었다. 아르눌프 폰 메츠와 란덴의 피핀 1세는 다고베르트 1세 시대에 궁재 또는 다른 궁재들의 추천인으로서 영향력을 행사했고, 629년 은퇴한 아르눌프는 메츠 성당의 수도자가 되었으며, 아르눌프의 차남 클로둘프 역시 수도자가 되었다. 피핀 1세의 아내 이타 이둘베르가와 이타 이둘베르가의 딸 게르투르데는 수녀가 되었다. 후에 아르눌프, 클로둘프, 이타, 게르트루데는 모두 성인으로, 피핀 1세는 복자로 시복되었다. 아르눌프와 클로둘프, 이타, 게르투르데의 종교인으로서의 삶 역시 집안에 일종의 후광이 되었다.
한때 지게베르트 3세의 양자로 지목된 힐데베르트 3세 아돕티부스와 그의 생부이자 피핀 2세의 외삼촌인 그리모알트 1세가 정변으로 축출된 뒤 사형당하면서 그의 집안의 영향력은 급감했지만, 아르눌프 폰 메츠의 아들 안세기셀과 피핀 1세의 차녀 베가 폰 란덴의 아들 헤르스탈의 피핀 2세가 아우스트라시아의 궁재가 되면서 실권을 잡았다.
카를 마르텔의 아버지 피핀 2세는 아우스트라시아의 영향력있는 지주가문의 딸이었던 플렉트루데와 결혼하였다. 플렉트루데는 지참금으로 모셀 중부 지역에서 하부 레인(Rhine)의 토지를 지참금으로 가져왔고, 피핀의 영향력과 재력이 확장될수 있었다. 정적 에브로인 등을 제거한 후 카를의 아버지 피핀 2세는 메로빙거 왕조의 군주들의 즉위와 폐위에 영향을 미칠정도로 강력한 인물이 되었고, 687년부터는 프랑크 왕국의 실질적 통치자였으며, 프랑크 공작의 칭호를 받았다.
697년에 이르러 아버지 피핀 2세는 아들 드로고 1세를 부르군트 공작과 캄파네 백작직에 앉혔고, 다른 아들 그리모알트 2세는 네우스트리아의 궁재로 앉혔다. 그러나 카를 마르텔은 첩의 아들이었고, 어떠한 몫도 분배되지 못했다. 출생 후 어느정도 시간이 흐른 뒤에 랭스 주교 리고베르트 드 랭스(Rigobert de Reims)에게 유아세례를 받았다 한다.
카를 마르텔의 어린 시절은 알려져있지 않다. 또한 아버지 피핀 2세와 적모 플렉트루데, 이복 형들과의 관계에 대해서도 알려진 것이 없다. 다만 카를은 바이에른의 부족장 출신 공작가문의 여성인 바이에른 출신 로트루드와 결혼하여 카를로만, 피핀 3세, 알다 등의 자녀들과 첩에게서 베른하르트, 그리포 등의 서자들을 두었다. 알다는 메로빙거 왕조의 후손으로 추정되는 오툉의 테오도리히 4세와 결혼하여 기욤 드 툴루즈를 두었다.

#### 정변 기도

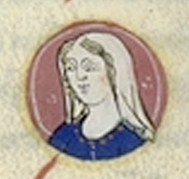
아버지 피핀 2세 헤르스탈의 본처이자 정적인 플렉트루데

708년 이복 형이자 캄파네 백작인 드로고 1세의 사망을 시작으로 714년 12월 16일 아버지 피핀 드 헤르스탈이 사망하기 이전에 피핀의 적자들은 대부분 사망했고, 마지막 남은 적자 그리모알트 2세는 피핀의 지위를 승계하러 오던 중 그해 4월 혹은 7월 알프스산맥 근처에서 누군가의 사주를 받은 자객에 의해 살해됐다. 결국 714년 12월 16일 피핀은 죽으면서 본처인 플렉트루디스에게 어린 손자들의 후견인을 맡을 것을 유언하고 사망했다. 그의 계승자가 된 사람들은 그의 정실 소생 세 손자들이었고, 그들이 성년이 될 때까지는 피핀의 아내 플렉트루데가 후견인으로서 손자들을 후견하게 되었다. 피핀 2세의 살아남은 아들들 중 연장자였던 카를은 아버지 피핀의 유언에 반발했고, 적모 플렉트루데는 그를 투옥시켰다. 카를은 피핀의 사생아였지만 살아남은 아들이었고, 당시 피핀의 자손들 중 연장자였다. 플렉트루데는 이를 상당히 불안히 여겼다. 카를 마르텔은 곧 체포되어 투옥당했다.
714년 12월 새로 아우스트라시아의 궁재직을 계승한 피핀 2세의 적손자 테오도알트는 10대의 소년이었고, 아우스트라시아의 일부 귀족들은 테오도알트의 궁재직 승계를 반대하였다. 동시에 피핀 2세의 죽음으로 카롤링거 가문의 성년 후계자가 없음을 절호의 기회로 여긴 근왕파 귀족들은 이때를 틈타, 카롤링거 가문을 몰아내고 메로빙거 왕실의 권위를 회복하려 시도하였다.

### 집권 과정

#### 쾰른의 전투

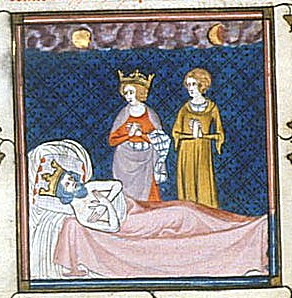
카를 마르텔

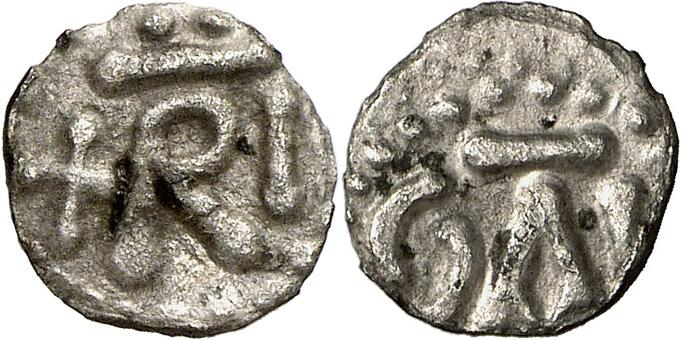
카를 마르텔의 이름이 새겨진 데나리온 동전

플렉트루데는 카를 마르텔을 투옥시켰으나, 714년 말 카를 마르텔은 혼란을 틈타 감옥을 탈출, 도망쳐나와 군사를 모아서 비밀리에 네우스트리아에 잠입, 라감프리드를 패배시키고 적대적이던 네우스트리아를 패배시켰다.
카를 마르텔은 아버지의 유언을 전적으로 무시했으며, 탈옥한 후 자신 역시 피핀의 아들임을 들어 플렉트루데와 권력 다툼을 벌이기 시작했다. 그러나 피핀의 유언이 프랑크 왕국 전역에 알려지자, 왕국 곳곳에서는 반란이 일어났다. 카를은 근왕파는 물론이고 피핀의 측근자들과도 상대하게 되었다. 네우스트리아의 궁재 라감프리트와 왕 힐페리히 2세는 홀란드에 있는 프리지아인의 왕이자 프랑크의 적인 라트보트와 연합해 카를을 제거하려 했다. 피핀에게 복속되어 피핀의 적자 드로고에게 딸을 시집보냈지만 프리기아의 라트보트는 내심 프랑크 왕국에 반감을 품고 있었었다.
715년 네우스트리아의 귀족들은 자립을 선언하고 라그나프리드를 궁정 행정관으로 임명했다. 이는 다고베르트 3세의 전폭적인 후원에 의한 것이기도 했다. 715년 9월 26일 다고베르트 3세와 라그나프리드의 군사는 콩피에뉴에서 테오도발트의 군사를 격파했다. 그러나 다고베르트 3세는 곧 사망했고, 네우스트리아의 귀족들은 힐데리히 2세의 아들 힐페리히 2세를 추대했다. 카를은 다시 네우스트리아로 들어가 힐페리히 2세와 라감프리드를 격퇴하였다. 716년 네우스트리아 분국의 왕 힐페리히 2세와 궁재 라감프리드는 출병하여 아우스트라시아를 공격했다. 이들은 프리기아의 라트보트와도 연대하여 아우스트라시아를 공격했다. 혼란을 틈타 탈옥한 카를은 716년 초 뉘른베르크를 거쳐 쾰른으로 가서 왕실의 보물들을 획득하였다.

#### 암블레베의 전투
힐페리히 2세와 라감프리드가 이끄는 네우스트리아 군대 및 라트보트의 프리기아 군대는 쾰른에서 카를을 만났다. 그러나 카를에게는 사람이 없었고, 네우스트리아 군대 및 프리기아 연합군에게 크게 패배했다. 후퇴한 카를은 다시 장정들을 모집하였다. 힐페리히 2세와 라감프리드가 이끄는 네우스트리아 군대 및 라트보트의 프리기아 군대는 쾰른 성을 포위하였다. 플렉트루데는 피핀의 보물들로 이들을 매수하여 되돌려보냈다. 카를은 아르덴산맥의 에펠(독일과 벨기에의 국경 지대)로 피신하여 살아남은 병력들과 추가로 모집한 병사들을 단기간에 훈련시켰다.
716년 초, 카를은 프리기아의 군대의 기습공격을 받고 크게 패배, 후퇴해야 했다. 이때 카를은 네우스트리아-프리기아 연합군이 퇴로를 공격하는 한편, 자신의 군사 일부는 요새에 매복시키고, 일부만으로 퇴각하는 척 연극하다가 네우스트리아-프리기아 군이 저녁에 쉬고 있을 때 기습 공격하였다. 프리기아의 라트보트는 716년 프랑크 왕국 측의 그리스도교 포교를 거부하고 윌리브로드 위흐레흐트 주교 등의 선교사들을 추방해버린다. 한편 719년 라트보트의 사망으로 프리기아의 국력은 많이 약화된다.
716년부터 카를 마르텔은 [교사 윌리브로드의 후견인이 되었고, 윌리브로드의 잉글랜드 선교에 비용을 지원하였다.

#### 빈시의 전투
암블레베의 전투에서 승리하였지만 병력을 많이 잃었던 카를은 더 많은 장정들을 규합하느라 시간을 소모하였다. 그러나 병력을 확충한 그는 피핀의 죽음을 기점으로 분리 독립을 선언한 작센 · 알라만 · 프리기아 등의 여러 부족을 정복하고 아키텐 공작 에우도를 격퇴하였다. 717년 봄, 카를은 자신의 전군사를 이끌고 네우스트리아로 기습 공격했다. 힐페리히 2세와 라감프리드는 갑작스러운 공격에 파리로 도주했고, 717년 3월 21일 캉브레 근처 빈시(Vinchy)에서 벌인 빈시 전투(Battle of Vincy)에서 네우스트리아 군대를 궤멸시켰다. 카를은 다시 군대를 되돌려 아우스트라시아로 회군하여 플렉트루데와 테오도알트를 골격했다. 717년 여름, 그는 아우스트라시아로 진격하여 쾰른을 포위, 적모 플렉투르데를 공격하여 항복을 받아냈다. 그의 성공으로 플레크트루데와 일부 아우스트라시아인들의 저항은 수포로 돌아가게 되었으며 젊은 카를의 세력과 정신력에 두려움을 느낀 그들은 카를에게 항복했다.
717년 말 카를 마르텔은 다시 군사를 이끌고 쾰른을 점령한 뒤 플렉트루데와 그 지지자들을 분산시켰다. 플렉트루데의 가신들과 지지자들을 분산시킨 뒤, 그는 플렉트루데를 사로잡아 수녀원에 감금하였다.
718년 2월 3일 이전 카를은 메로빙거 왕조의 왕족인 클로타르 4세를 추대하여 아우스트라시아의 왕으로 삼았다. 그러나 클로타르 4세는 719년에 갑자기 사망한다.

#### 네우스트리아 복속
그는 네우스트리아 국왕 힐페리히 2세를 받들고 카롤링거 가로부터 왕권을 확립하려던 네우스트리아의 귀족들과 싸웠으며, 718년 봄 혹은 718년 10월 수아송 전투에서 이들을 모두 격파하였다. 그는 힐페리히 2세를 퇴위시키고 클로타르 4세를 네우스트리아의 왕으로 앉혔으며, 라감프리드를 축출하고 랭스 대주교 리고베르트를 네우스트리아 궁재로 앉혔다. 카를은 리고베르트의 평생 후견인을 자처하였다. 718년에는 스스로 프랑크 공작이라 칭하였고, 719년 이후 프랑크 왕국 3개 분국의 궁재을 모두 차지하여 왕국의 주도권을 잡았다.
프랑크 왕국의 전 영역을 평정한 카를은 프리기아로 쳐들어가, 라트보트에게 서부 프리지아(후일의 네덜란드령) 땅을 내놓도록 강요했다. 그러나 변방의 다른 게르만 부족들은 혼란을 틈타 독립을 시도했고, 그는 라인강 및 도나우강 지역과 작센, 알레만니아, 바이에른 등에 대한 정벌을 계속하였다. 베저강변에서 작센족을 패배시킨 그는 클로타르 4세의 이름으로 베저 강변까지를 프랑크 왕국의 국경으로 하고 작센족을 강 밖으로 몰아냈다. 718년 카를은 다시 아키텐으로 말머리를 돌렸다. 715년 힐페리히 2세와 동맹을 맺고 카롤링거 가에 저항하였으며, 이후 프랑크 왕국 내의 혼란을 틈타 독자적인 세력을 형성하려 한 에우도를 718년 수아송과 루아르강 전투에서 패배시켰다. 이후 에우도는 형식적으로 카를의 종주권을 인정했지만 이 뒤로도 계속 분리독립을 시도하려 한다. 에우도에게 종주권과 더 이상 저항하지 않을것을 약속받은 뒤 오를레앙으로 돌아왔다.
719년까지 카를은 프랑크 왕국 내의 반대파들을 모두 제거하고, 세 분국의 궁재로서 프랑크 왕국을 단독 통치했다. 프랑크 왕국은 평정되었지만, 변방의 게르만 부족들은 침공 또는 자립을 기도했고, 카를은 이후에도 여러번 라인 강변과 도나우강변 주변 지역의 게르만 부족 및 작센 족에 대한 원정을 여러번 반복하였다.

#### 작센 족에 대한 보복 침공
700년대 이후 작센족은 정치적, 군사적으로 상당히 팽창하였다. 715년에 프랑크 왕국을 약탈했었고, 카를은 718년 보복 내지는 징벌적 차원에서 작센족 공략을 단행하였다. 720년 카를은 다시 작센 족을 원정하였고, 722년에도 작센 부족을 정벌하러 나섰다. 이때 작센족은 프리슬란트와 모종의 연결을 시도하기도 했다.

### 정복 전쟁

#### 내정 활동
718년 그는 프랑크의 통치자이자 공작이라는 직함으로 정무에 관여하였다. 프랑크 공작이라는 칭호는 그의 아들에게로 계승되어 742년 카를로만 1세는 게르마니쿰 의회(Concilium Germanicum)을 소집, 의회에서 "프랑크 공작의 후원 없이는 하느님에게 봉사하는 교회 사람들, 장로, 성직자, 수도자, 수녀들을 지킬 수 없다"라고 선언했다.
721년 5월 13일 국왕 힐페리히 2세가 죽자, 카를 마르텔은 그 후임자로 다고베르트 3세의 아들이었지만, 왕위계승 서열이 멀던 테오도리히 4세를 임명했다. 당시 프랑크 왕국 내에서 카를이 왕을 마음대로 임명하고 축출하는 것에 이의를 제기할 사람은 아무도 없었다. 테오도리히 4세는 720년부터 737년까지 왕위에 앉았지만, 아직 미성년자였던 테오도리히 4세는 재위 기간 내내 카를 마르텔의 꼭두각시 인형이었다. 테오도리히 4세를 앉힌 뒤 카를은 다시 작센족의 정벌에 나섰다. 그 사이 앙주에 은신하고 있다가 떠난 라감프리드는 다시 반란을 일으켰지만, 724년 카를에게 패배하고 만다. 이 전쟁에서 라감프리드는 자신의 군사를 유지하기 위해, 카를에게 인질로 사로잡혔던 자신의 아들을 포기해야만 했다.
집권 직후 그는 수시로 이복 조카들을 추적했다. 이복 형들 중 드로고 2세의 자손들은 다른 곳으로 피신해 있었고, 카를 마르텔은 이복 조카들이 유산이나 궁재직을 요구할까봐 두려워했다.

#### 게르만 부족 정벌

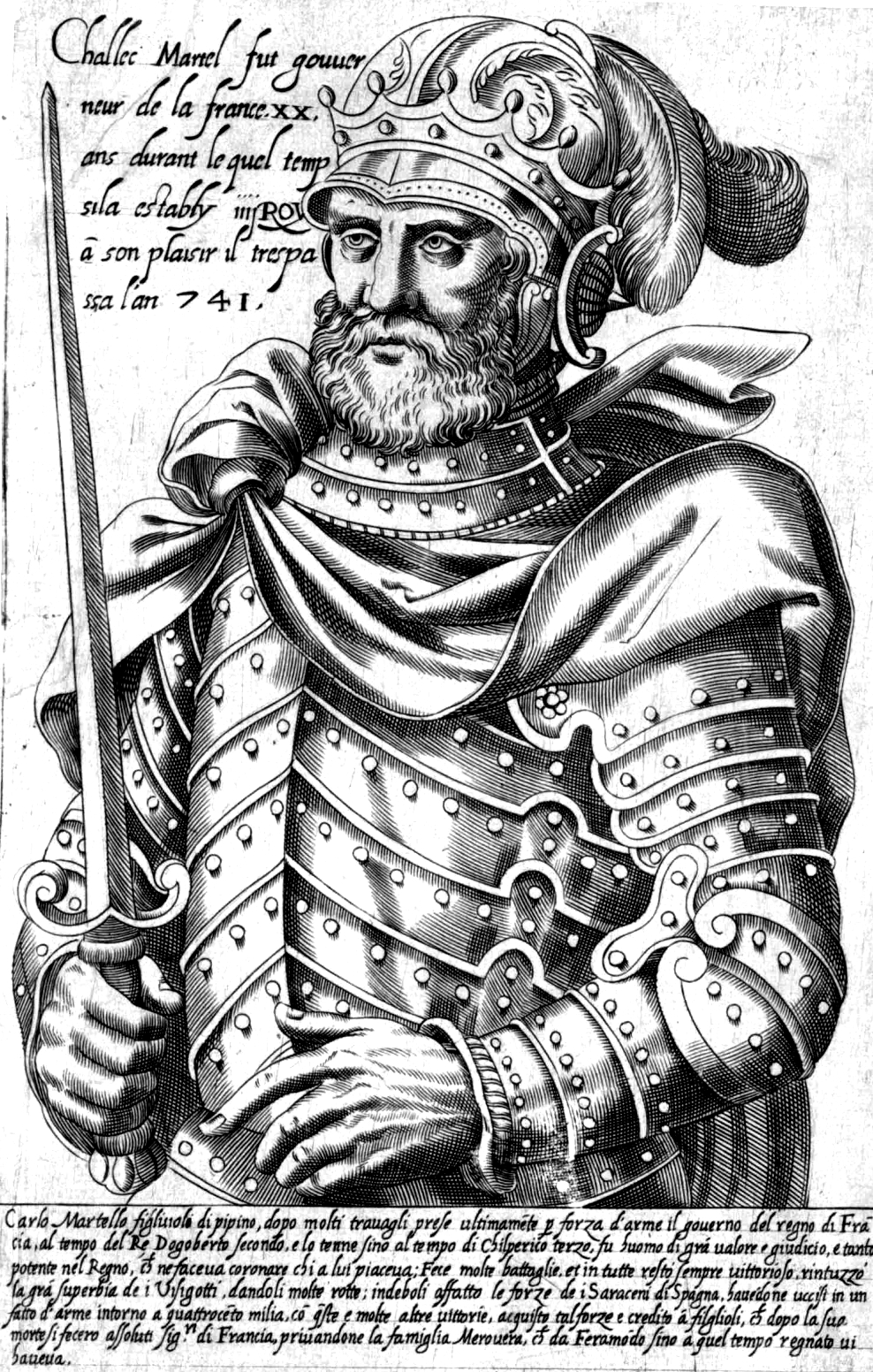
카를 마르텔

알레만의 공작 고드프리드(Gotfrid)는 메로빙거의 왕들에게 저항했고, 피핀 2세의 통치에도 저항했다. 709년 고드프리 공작 사망 이후, 알레만 족은 고드프리의 아들들이 상속권을 놓고 계속 분쟁하였다. 카를 마르텔은 알레만을 프랑크 왕국의 영토로 병합하시킬 계획을 세웠다.
718년부터 723년 카를은 바이에른과 알레만니아를 공격하여 승리하였으며, 이때 얻은 전리품들을 대부분 몇몇 중요한 도시의 교회에 기부하여, 교회의 재정에 기여함으로써 주교와 수도원장들의 환심을 샀다. 특히 에히터나흐의 수도원은 카를에게서 막대한 토지를 선물로 받았다. 바이에른 족을 통치하던 아길롤핑 가문은 카를 마르텔의 증조모 이타(Itta of Metz)의 친정이자, 본처 로트루드의 친정 집안이었으며, 프랑크 왕국의 제도와 문물을 받아들였다. 전임 공작 타실로 2세는 메로빙거 왕조의 프랑크왕 다고베르트 2세의 딸 레기노트루드(Reginotrud) 또는 레기닐트(Reginlind)와 결혼했고, 당시의 부족공작들은 그들의 아들들이었다. 바이에른은 클로타르 1세 이후 프랑크 왕국의 종주권은 인정했으나 종종 독립을 시도했다. 카를 마르텔은 718년 초 군사를 이끌고 바이에른을 찾아가, 복종 서약을 받고 돌아왔다.
그가 군사를 이끌고 바이에른과 알레만니아에 가 있는 동안 작센 족이 아우스트라시아를 쳐들어왔다. 718년 겨울, 그는 베저, 리프, 루르에서 작센족과 교전하여 토이토부르크의 숲 전투에서 작센 족을 대패시켜 퇴각하게 했다.
카를은 그리스도교도가 아닌 인물을 신뢰하지 않았지만, 718년 프리기아의 아달기셀에게 충성을 맹약받고, 프리기아로 위흐레흐트의 주교 빌리브란트를 파견하였다. 이후로도 카를 마르텔은 자신이 정복한 정복지에 그리스도교 선교사와 사제들을 보내 포교하게 했으며, 이들의 여비와 식량을 후원하였다. 그 중에서도 성 보니파시오는 많은 후원을 받았으며, 보니파시오는 카를을 가리켜 게르만의 사도라고 칭송했다.
프리시아족은 유럽의 북부 해안지방과 싱팔(Singfal)과 베세르(Weser) 사이의 내륙 지방에 정주하였다. 그러나 734년 카를 마르텔에 의해 정복당하였다.

#### 프리기아 정벌
카를 마르텔은 715년~716년 당시 쾰른에서 자신을 기습공격한 프리기아인들에게 적개심을 품고 있었다. 프리기아의 부족공작 라트보트는 앵글로-색슨인 선교사 윌리브로드(Willibrordo)와 11인의 앵글로-색슨 선교사들의 그리스도교 전파를 방해, 저지하였다. 라트보트는 위트레흐트 교구에서 윌리브로드를 사로잡았고, 윌리브로드는 카를 마르텔에게 구원을 요청하였다.
719년 프리기아의 부족장 라트보트의 죽음을 계기로 프리기아인들의 세력이 상당히 약해졌다. 카를 마르텔은 이를 기회삼아 프리기아를 공략하고 귀국했다. 프리기아를 정벌하고 오는 길에 카를 마르텔은 위트레흐트에 있는 윌리 브로드 수도원 (Willibrord Monastery)에 막대한 재산과 보물을 넘겨주었고, 이는 723년의 위흐레흐트 수도원의 문서에 기록되었다.

#### 바이에른 재침공
720년부터 723년 사이 바이에른 공작가인 아길롤핑 가문은 카를과 제휴를 했지만, 카를의 영향력에서 벗어나 독립적인 통치자가 되려 했다. 725년에 바이에른을 다시 공략, 처가 쪽 친척이자 증조모쪽 친척인 아길롤핑 가문의 그리모알트를 죽이고, 아길롤핑 가문 출신으로 바이에른 공작가의 딸인 스완힐드(Swanachild), 그리고 바이에른 부족공 그리모알드의 처 빌트루트(Biltrude) 또는 발트라다(Waldrada)를 사로잡아왔다. 724년 카를 마르텔은 바이에른에 가톨릭을 포교하기 위해 성 코르비니아누스 주교를 파견했다. 그런데 724년 바이에른에 도착한 성 코르비니아누스 주교는 바이에른에 전교를 하던 중, 그 무렵 바이에른 공작 그리모알트가 자신의 동생의 미망인 빌트루드와 결혼하는 것을 목격했고, 성서의 교리와 율법을 근거로 근친 상간이라고 비난했다. 카를의 압력으로 그리스도교로 개종 중이던 그리모알트는 분노했고, 성 코르비니아누스는 프랑크 왕국으로 도피하였다.
그리모알트는 자신의 형제가 죽자, 형제의 아내이며 또다른 형제의 딸인 스완힐드와 결혼하였다. 725년 카를은 그리모알트의 근친 상간을 명분삼아 군사를 거병, 바이에른을 공격하여 그리모알트를 죽이고 빌트루드와 스완힐드를 끌고 와 첩으로 삼았다. 725년과 728년 카를은 바이에른을 두번 공략하여 가톨릭 교리에 어긋나는 바이에른 족의 제도인 근친 결혼과 게르만 전통 신앙을 금지시켰다. 랑고바르드의 국왕 리우트란트와 바이에른 공작 후고베르트는 알레만니 족을 강제로 동행하여 프랑크 왕국을 방문, 프랑크 왕국의 종주권은 인정하되, 카를의 첩이 된 스완힐드를 데리고 갔다. 그리모알트가 살해된 뒤 바이에른 공작위를 계승한 후고베르트(Hugbert)는 그리모알트의 전임자이자 맏형인 전임 공작 테오데베르트의 아들이었다.
723년 카를 마르텔은 은신해 있던 그의 이복형 드로고 2세의 두 아들을 체포했다.

#### 알레만 정벌
709년부터 알레만의 공작 고드프리의 아들들은 서로 영토분할을 놓고 갈등하였다. 최종적으로 란트프리드(Lantfrid)는 알레만의 북쪽에서, 테오데발드(Theudebald)는 알레만의 남쪽 지역을 분할했다.
722년부터 723년에는 알레만니아를 주로 공략했는데, 아날레스 연대기와 아날레스 연대기가 인용한 807년경 제작된 문서에는 카를이 알레만니아를 공략한 것만 나타났고, 그 과정에 대한 기록은 없다. 722년부터 723년의 원정에서 카를은 주로 테오데발트가 다스리던 알레만니의 남쪽 지방을 공략했고, 723년 승리한 후 테오데발트를 알레만에서 몰아냈다. 란트프리드는 당분간 북부 알레만니아의 영토를 유지할 수 있었다.
란트프리드는 카를에게 항복, 종주권을 약속했다. 최종적으로 알레만니를 복속시킨 뒤 카를은 724년 란트프리드(Lantfrid)의 도움을 얻어 공동으로 프륌에 라이케나우 수도원(Reichenau Monastery)을 건립했다. 727년 카를 마르텔을 증오하던 테오데발트는 라이케나우 수도원과 프륌 대수도원의 재산을 몰수하고, 선교사, 수도사들을 추방시켰다. 카를은 선교사 프리미누스(Pirminius)와 헤도(Heddo)를 지원하여 알레만에 그리스도교를 전파하게 했다. 프리미누스와 헤도는 알사스 일대에 그리스도교를 포교하였고, 이후 나중에 점진적으로 알레만이 프랑크 왕국에 흡수되는데 기여하였다.

#### 작센족 정벌
724년 네우스트리아의 귀족들이 반란을 일으키자, 카를 마르텔이 바로 네우스트리아를 공격하여 황폐화시키는 동안, 작센 족은 다시 프랑크 왕국의 동부를 침공했고, 카를은 이를 반란으로 규정, 729년 원정을 시도했으나 실현에 옮기지 못했다. 738년부터 카를은 다시 작센 족을 공략하여 황폐화시켰다. 이때 카를은 작센 족에게 다량의 공물과 인질을 강요했다. 이는 작센 족의 독립을 막기 위한 일련의 조치였다.

#### 성당, 수녀원 토지와 재산 압수
723년부터 카를 마르텔은 교황청과 접촉하였다. 그러나 그는 로마로 방문하지 않았다.
막강한 군사 비용과 측근 가신들에 대한 봉토가 필요했던 그는 교회, 수녀원, 수도원의 재산을 압수하여 이를 분배하였다. 마르텔은 자기의 정치 세력을 확장하기 위해서 교회의 협조가 필요하다는 것을 깨닭고 그리스도교 선교사들에게 프리시아 지역에서 복음을 전파하도록 편의를 도모하였고, 교회 보호를 약속함으로써 교황청과 프랑크 왕국 간의 제휴의 길을 터놓았다. 카를 마르텔의 아들 피핀과 카를로만 형제는 앵글로-색슨의 선교사 윌리브로드(Willibrord)에게 세례를 받고 파리의 생드니 수도원에서 교육을 받았다. 그러나 그는 그리스도교 제국 사상을 염두에 두었던 것은 아니다. 이는 그가 무의식적으로 시작한 행동이었다.
그는 교회를 세속화하였고 프랑크 왕국 교회를 쇠퇴케 하였다. 계속된 정복 전쟁과 군사 동원 비용, 그리고 측근 가신들에 대한 봉토 수여 고민에 빠졌고, 카를 마르텔은 곧 교회와 수녀원 재산으로 군사 비용을 벌충하였다.
그는 교회의 고위 성직록을 자기 자신의 이익 추구와 권력 확장을 위한 수단으로 보았다. 그 때문에 마르텔은 교회 재산을 약탈하고 주교좌나 수도원을 팔아버리거나 그의 친척과 정신(廷臣)들에게 하사하였다. 예컨대 그의 조카인 위그는 파리, 루앵, 베이외(Bayeux) 등 세 개의 수도를 소유하고 각각 주교좌를 두어 혼자 관장하였으며, 카를의 동료인 밀롱(Milon) 장군은 트레브와 랭스의 주교가 되었다. 카를 마르텔은 당시 각 주교관구에서 거둬들이는 헌금의 양을 파악하여, 헌금한 돈에 대해서도 노동하지 않고 얻는 수익이라며 세금을 부과하였다. 당시의 성직자들은 생계 유지를 위해 상업에 종사해야 했다.

### 이슬람과의 전쟁

#### 아키텐 원정과 대 이슬람 전쟁

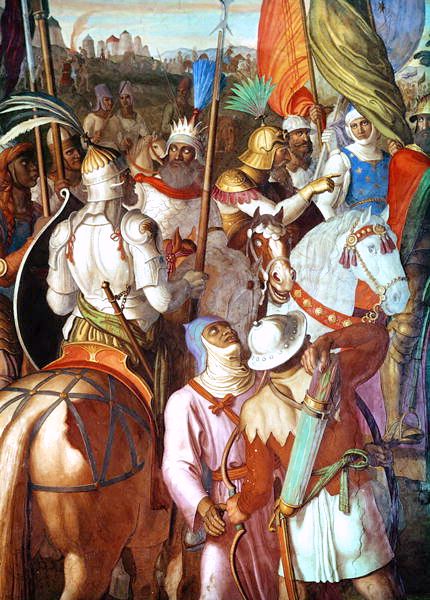
파리시내에 진입한 이슬람 군대

719년에 아키텐 공작 에우도는 네우스트리아의 힐페리히 2세에게도 아키텐의 분리독립을 지지한다는 조건으로 제휴, 카를 마르텔에 대항하는 레인프로이(Rainfroy)를 지원했지만 719년 10월 14일 네리(Néry)의 생 리스와 수아송에서 카를 마르텔군에게 크게 패하였다. 에우도는 살아남은 아키텐 군사 일부를 데리고 루아르강을 넘어 패주하였다. 721년 3월부터 6월 아키텐의 에우도는 이베리아반도로 진출한 코르도바 이슬람 군과 교전하였다. 711년부터 718년까지 이베리아반도를 점령한 이슬람 우마미야 왕조는 코르도바 공국을 세우고, 강력한 군대를 양성하고 있었다. 모로코와 예맨, 시리아를 정복한 우마미야 왕조의 군대는 남서 갈리아로 쳐들어와 아키텐의 주요 도시를 점령하고 에우도를 포위하였다. 에우도는 카를 마르텔에게 도움을 청했다. 721년 6월 9일 카를은 군사를 이끌고 툴루즈로 가서 우마미야 왕조의 아랍인, 베르베르인 군대를 상대했다.(툴루즈의 전투) 툴루즈의 전투에서 카를은 일단 사람을 보내 아키텐 공작 에우도를 탈출시켰는데, 에우도의 탈출 사실을 알게 된 무슬림 군대는 당황해하며 방어, 순찰에 실패하였다. 카를의 군대와 에우도의 군대는 연합하여 우왕좌왕하는 우마미야 군사를 기습 공격하여 물리쳤다. 서로마 제국 멸망 이후, 야만인인 게르만 족이 유럽을 황폐화시켰다고 보던 아랍의 칼리프들은 툴루즈에서 무슬림 군대가 처참하게 패했다는 점과, 야만인 무리로 봤던 게르만 족이 조직적으로 훈련된 군대를 보유하고 있었다는 사실에 충격을 받게 된다.
724년부터 732년 카를은 교회와 수도원, 수녀원에 투자했던 땅과 재산을 다시 압수하고, 이를 군사비용으로 사용했다. 정복지의 땅과 재산을 기부하여 교회의 인기를 얻었던 것과 반대로 그를 파문해야 한다는 여론이 나왔다. 시간이 갈수록 교회 당국은 카를의 처사에 분노하였다. 그러나 이슬람 군의 침략으로 가톨릭 교회의 반발은 잠시 사그라든다.
731년 카를은 루아르강을 건너 아키텐을 공략, 에우도가 공작으로 있던 아키텐으로 진군했다. 에우도는 혼란기를 틈타 독립을 시도했고, 카를의 진격 소식을 접하고 사라센인에게 도움을 청했다. 카를은 우스만 이븐 나이사와 에우도의 제휴를 비난하고, 루아르를 넘어 아키텐을 침공했다. 카를 마르텔의 군대는 부르쥬를 쑥밭으로 만들었고, 에우도는 카를 마르텔의 군대와 싸웠으나 참패하였다. 그리고 카를은 곧 프랑크로 되돌아갔다.

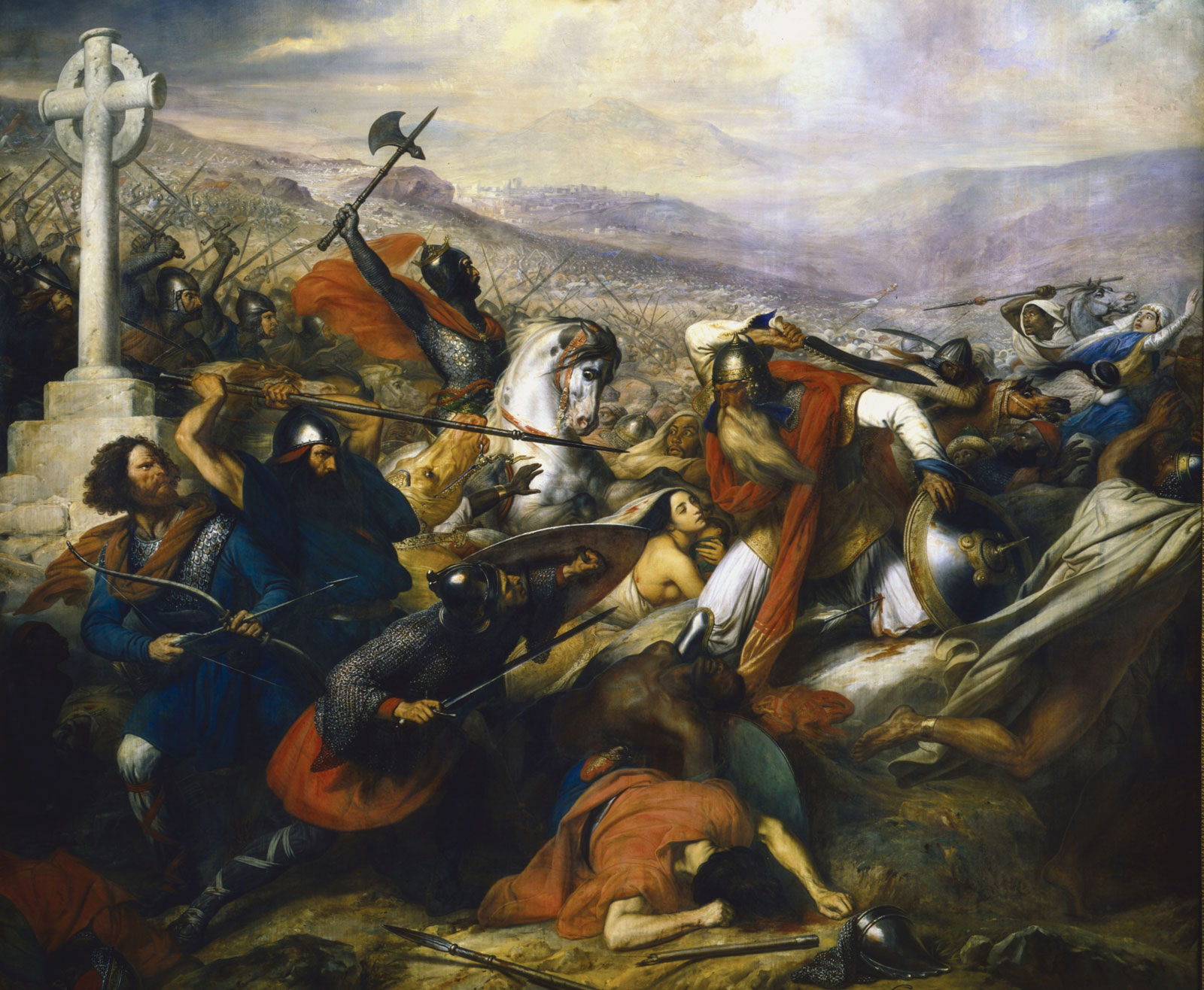
투르 푸아티에 전투를 지휘하는 카를 마르텔

아프리카에서 건너와 스페인을 정복한 사라센 왕국은 732년에는 지중해 북서부 연안을 점령하고 갈리아 지방으로의 진출을 준비하고 있었다. 에우도는 사라센의 무슬림과 손잡고, 분리독립을 기도한다. 732년 에우도의 요청을 받은 총독 아브드 알 라만 가비키의 군대는 바스코니아(Vasconia)를 넘어 보르도를 향해 전진하고 도시를 점령, 교회를 불태우고 약탈을 감행했다. 에우도는 즉시 이들을 지원하였다. 아브드 알 라만이 이끄는 군대는 보르도에서 아키텐을 가로질러 투르-푸아티에로 왔으나 푸아티에 시 외곽에서 카를에게 격퇴당했다.

#### 바이에른 독립 저지
725년 카를 마르텔은 랑고바르드의 왕 리우르프란트와 함께 바이에른 내전에 개입, 후고베르트를 지지했다. 바이에른 족 부족공 테오도(717)과 테오데베르트(716) 사망 이후 이들의 유산을 놓고 후고베르트와 그의 삼촌 그리모알드 2세 간에 내전이 발생했다. 카를과 리우르프란트는 후고베르트를 지원했고, 이때 후고베르트의 딸 군트루드(Guntrud)와 랑고바르드 왕 리우르프란트가 결혼했다. 카를과 리우르프란트는 후고베르트가 그리모알드 2세를 꺾는데 도움을 주었다. 이 과정에서 그리모알드의 처 필트루드와 조카이자 후처인 스완힐드를 사로잡아왔다.
725년에 카를 마르텔은 바이에른을 프랑크 왕국의 식민지로 규정하고, 국왕 테오도리히 4세의 이름으로 프랑크 왕국의 법을 선포하였다. 그러나 후고베르트와 바이에른의 귀족들은 다시 프랑크 왕국으로부터 독립을 시도했고, 728년 카를은 다시 바이에른을 공략했다. 730년 카를은 또 다시 바이에른을 침공하여 초토화시킨다.
겨우 목숨을 건진 바이에른 부족공 후고베르트는 736년에 사망한다. 바이에른 부족공작 테오도 2세의 남계 후손들은 나이가 어렸으므로, 바이에른 공작위는 아길롤핑 가문의 가까운 친척으로, 알레만 출신이며 테오도 2세의 외손자였던 오딜로(Odilo)가 계승하였다. 그러나 얼마 뒤 오딜로는 알 수 없는 저항에 부딛쳐 스완힐드를 통해 카를 마르텔에게 망명을 신청, 프랑크로 피신했다. 프랑크 왕국으로 망명한 오딜로는 카를 마르텔의 딸 힐트루드(Hiltrud)와 정략결혼을 하였다.

#### 2차 알레만 원정
730년 알레만에 있던 테오데발트가 727년 라이케나우 수도원과 프륌 대수도원의 재산을 몰수하고, 수도사와 성직자들을 추방시켰다는 소식을 접했다. 카를 마르텔은 즉시 군사를 보내 알레만을 공격했다. 일설에는 알레만의 북부를 다스리던 란트프리트가 이 와중에 사망했다는 설도 있다. 730년 테오데발트는 형제인 란트프리트의 땅을 접수하였다.
732년 프리미누스(Pirminius)의 후계자이자 라이나우 수도원의 원장 헤도(Heddo)는 알레만 공 테오데발트의 박해를 피해 프랑크로 도피하였다. 카를은 즉시 군사를 대동하고 알레만으로 가 라이나우 수도원과 프륌 수도원을 복구하고, 알레만 공 테오데발트를 몰아냈다. 카를 마르텔의 죽음 이후 알레만니아로 돌아온 테오데발트는 복귀를 시도하지만, 카를의 아들 카를로만에 의해 정벌당한다.
734년 카를 마르텔은 헤도를 스트라스부르크 교구의 주교로 임명하였다. 이후 당분간 카를은 알사스에 군사 개입을 하지 않았다.

#### 사라센의 침략, 투르-푸아티에 전투

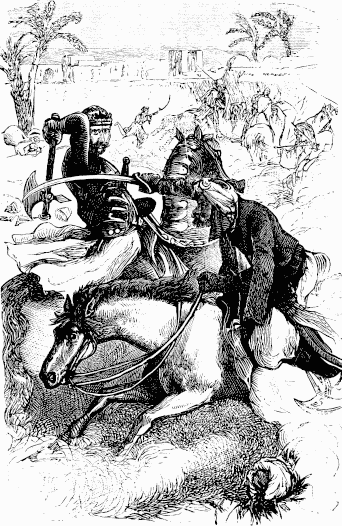
투르 푸아티에 전투, 샤를로트 메리 영 작품 (1880년)

732년 에스파냐로부터 침입해 온 사라센 제국 군과 교전, 피레네산맥과 알프스산맥에서 이슬람 군대를 격퇴하고, 투르 푸아티에 전투에서 이슬람 군대를 궤멸시켰다. 아랍인들은 732년 에스파냐에서 피레네산맥을 넘어 골 남부지방인 보르도를 정복하고 투르 지방으로 전진해갈 때 카를은 푸아티에 전투에서 이들을 격퇴시키고 승리자가 되었다. 이로써 카를 마르텔은 아랍인들의 침략에서 서구를 구하여 무관의 왕이 되었다. 그는 그리스도교 사회의 수호자로 여겨졌고, 교황청에서는 그에게 지원, 교황청의 보호자 역할을 요청이 왔다.
아키텐의 에우도와 동맹한 사라센의 군대 중 일부는 파리 시에도 쳐들어와 약탈과 방화를 감행하였다. 사라센 군대는 보르도 지역에서 도시 약탈과 살해, 교회 등을 파괴, 방화하였다. 그러나 카를은 피레네산맥을 넘어 오는 이슬람 군대 역시 계곡에서 격파함으로써 프랑크 왕국을 이슬람 군의 점령 위기로부터 구하였다. 이는 서유럽의 기독교 세계를 이슬람 세력으로부터 보호한 것으로 높이 평가된다. 한편 투르-푸아티에 전투 이후 그는 아키텐인들을 무자비하게 죽였는데, 9세기의 연대기에 의하면, 이때 자신의 원수와 반대파를 망치로 때려 부수듯 무자비한 방법으로 처리하는 것에서 프랑스어로 "망치"를 의미하는 "마르텔루스", "마르텔"이라는 별명이 그에게 붙게 되었다고 한다.
사라센과의 교전 과정에서 기마병이 강한 아라비아군과 대항하기 위하여 보병 중심의 프랑크 군제를 개혁, 기사의 병역을 부담하는 가신에게 교회령(敎會領)을 몰수하여 봉토로 주었다. 이것이 봉건제도의 기원이라는 견해에 최근 비판적인 평가가 있다. 투르-푸아티에 전투를 계기로 카를은 동부의 바이에른, 알레만니아 등 부족 공작령 외에도 아키텐과 프로방스 등 남부 공작령과도 지속적으로 충돌했다.

### 생애 후반

#### 부르군트와 아키텐 문제 및 사라센의 재침공

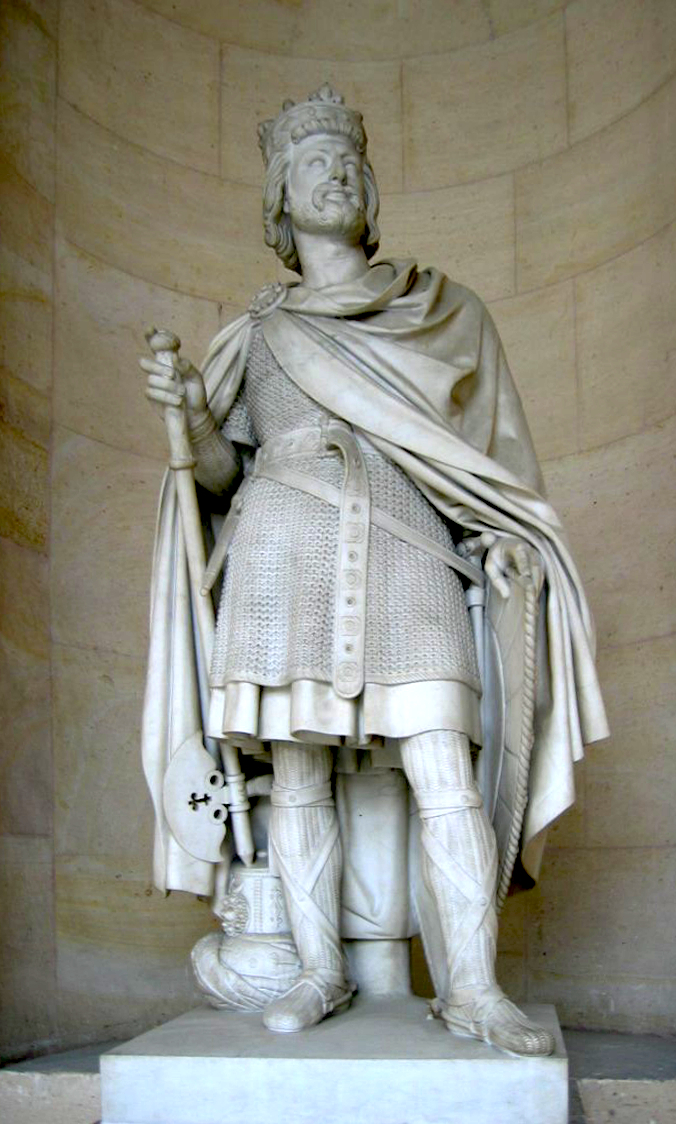
베르사유 궁전에 세워진 카를 마르텔의 동상

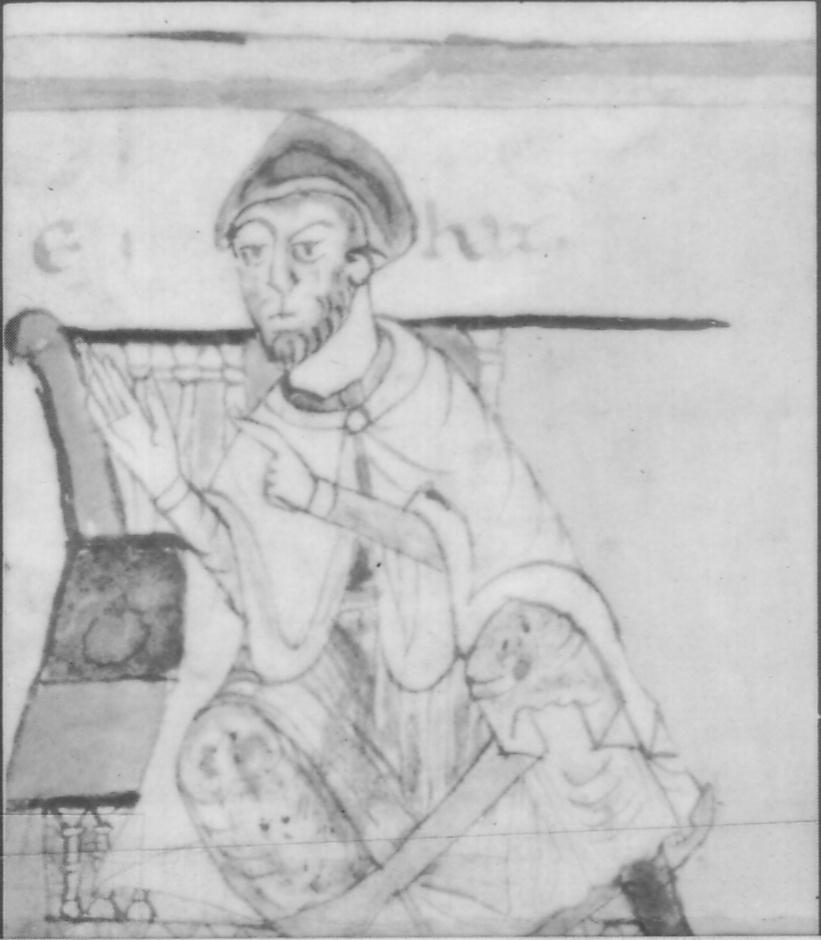
카를 마르텔

732년부터 735년 사이 카를은 부르군드를 공략했는데, 733년 카를은 부르군드에 항복을 강요했고, 결국 부르군트의 공작과 지지자들을 축출하고 자신의 사람으로 부르군트 공작에 앉혔다. 또한 프로방스를 정복했다. 734년에는 프리기아를 정벌하는데 성공한다. 프리기아는 공작 라트보트의 아들이자 719년부터 프리기아의 부족공작이던 포포(Poppo) 또는 부포(Buppo)를 중심으로 프랑크 왕국의 영향력에서 벗어나려 했고, 빌리브란트와 보니파시오를 추방하려 했다. 카를은 군대를 이끌고 프리기아로 가서 보아른의 전투(Battle of the Boarn)에서 프리기아 군을 대패시키고 보아드 또는 포포를 죽인다. 이때 빌레(Vlie)와 라우어스(Lauwers) 일대의 프리기아의 영역을 점령하는데 성공한다. 동시에 프리기아의 주민들과 그들의 성소와 전통 신앙 제단을 모조리 파괴하였다.
734년 다시 아키텐을 공략했다가 회군하였고, 735년 에우도가 죽었다는 소식을 듣자마자 군대를 이끌고 다시 루아르강을 건너가 아키텐, 보르도와 그 주변지역을 자신의 세력권 아래 두고 고트족, 사라센인 등을 축출했다. 카를 마르텔은 부르군트와 아키텐, 프로방스에 집중했다. 하지만 에우도의 아들이자 후계자인 후놀드는 계속 아키텐의 분리독립을 기도한다. 프로방스의 일부 귀족들은 우마미야 왕조의 베르베르족과 동맹을 맺었다. 736년 카를은 다시 군사를 이끌고 부르군드로 쳐들어가 부르군드 귀족들의 항복을 얻어냈고, 730년대에는 사라센인과 여러 차례 교전을 벌였다.
736년 다시 우마미야 군대가 프로방스로 올라와 프로방스 요새를 점령하였다. 카를은 일단 아키텐의 후놀드와의 분쟁을 중단하고, 신속하게 이동하여 브레 강에서 우마미야 왕조의 군사와 싸웠지만 창과 화살로 공격하는 우마미야 군대에 의해 초반 프랑크 족 군사들이 많이 희생되면서 실패했다. 정면 공격을 시도했으나 되지 않자, 긴급히 다른 프랑크 족 귀족들의 도움을 얻어 우마미야 군대와 교전했다. 737년 카를은 나르 강 근처 비르에에서 우마이야 군대를 완전히 격파하였다. 이때 카를은 무거운 갑옷으로 중무장한 기갑부대를 처음 창설하여 보병과 함께 번갈아가며 운용하며 우마미야 군사와 교전했다.
736년부터 737년 카를 마르텔은 랑고바르드의 왕 리우르프란드(Liutprand)에게 지원을 요청, 엑상프로방스와 아를(Arles)에 주둔하던 무어인들 추방을 돕게 하였다. 리우르프란트는 바로 알프스로 군사를 보내주었다. 737년 여름, 카를 마르텔은 랑고바르드의 왕 리우르프란드에게 사절로 자신의 아들 피핀 3세를 보냈다. 이때 후계자가 없었던 리우르프란트는 갑자기 병에 걸리게 되면서, 피핀의 방문을 계기로 자신의 조카인 힐데프란트(Hildeprand)를 후계자 겸 공동통치자로 선언한다.
그는 교회를 위해 열심히 일했으며 몇몇 대수도원, 특히 파리 외곽에 있는 생드니 대수도원에는 토지를 기부하는 등의 희사를 하기도 했다. 또한 잉글랜드로 전교를 위해 파견되는 로마 가톨릭 전도사들에게 보호와 여비 부담 및 원조를 베풀었다. 그 중에는 네덜란드의 위트레흐트에서 선교활동을 한 성 윌리브롤드와 게르만 지역에 파견되어 기독교를 전한 성 보니파키우스 등이 있었다. 그럼에도 일부 교회와 수도원을 약탈하는 것을 방관하였다. 자신의 지지자들에게 보답하기 위해 교회의 토지와 재산을 빼앗은 일이나 이를 묵인한 점을 두고 비판을 받게 된다.

#### 교황청의 원조 요청 거절
739년부터 카를 마르텔은 왕실의 헌장과 각종 공문서, 그리고 교회와 수도원에 부과하는 각종 면세 문서에 자신의 이름을 서명하기 시작했다.
739년 롬바르드의 왕 리우트프란트가 이탈리아 전역을 정복하기 위해 다시 로마를 침공하였을 때, 로마의 교황청은 패망의 위기에서 새로운 보호자를 찾아 프랑크 왕국으로 눈길을 돌렸다. 교황 그레고리오 3세는 마르텔에게 사신을 파견하여 구원을 요청하였다. 그러나 카를 마르텔은 교황 사절에게 호의는 보였으나 군원 요청은 거절하였다. 카를은 교황청의 군사 원조 요청에 대해서 교회를 보호할 수는 있되 교회의 신하는 아니라는 이유로 거절한다.
당시 그는 롬바르드 족과 불가침 동맹을 맺고 아랍인과 대치 상태에 있었다. 마르텔은 732년의 투르 전투에서 롬바르디아의 후원을 받은 사정도 있어서 이에 응하지 않았던 것이다. 결국 교황은 리우트프란트와 평화 협정을 맺게 되었다. 계속된 사라센인과 우마미야 왕조 군대와의 전투에 어려움을 느꼈던 카를 마르텔은 동로마 제국의 종주권을 인정하는 한편 롬바르드 족과 대 아랍 전쟁을 치루기 위해 동맹을 체결하였다.

#### 만년

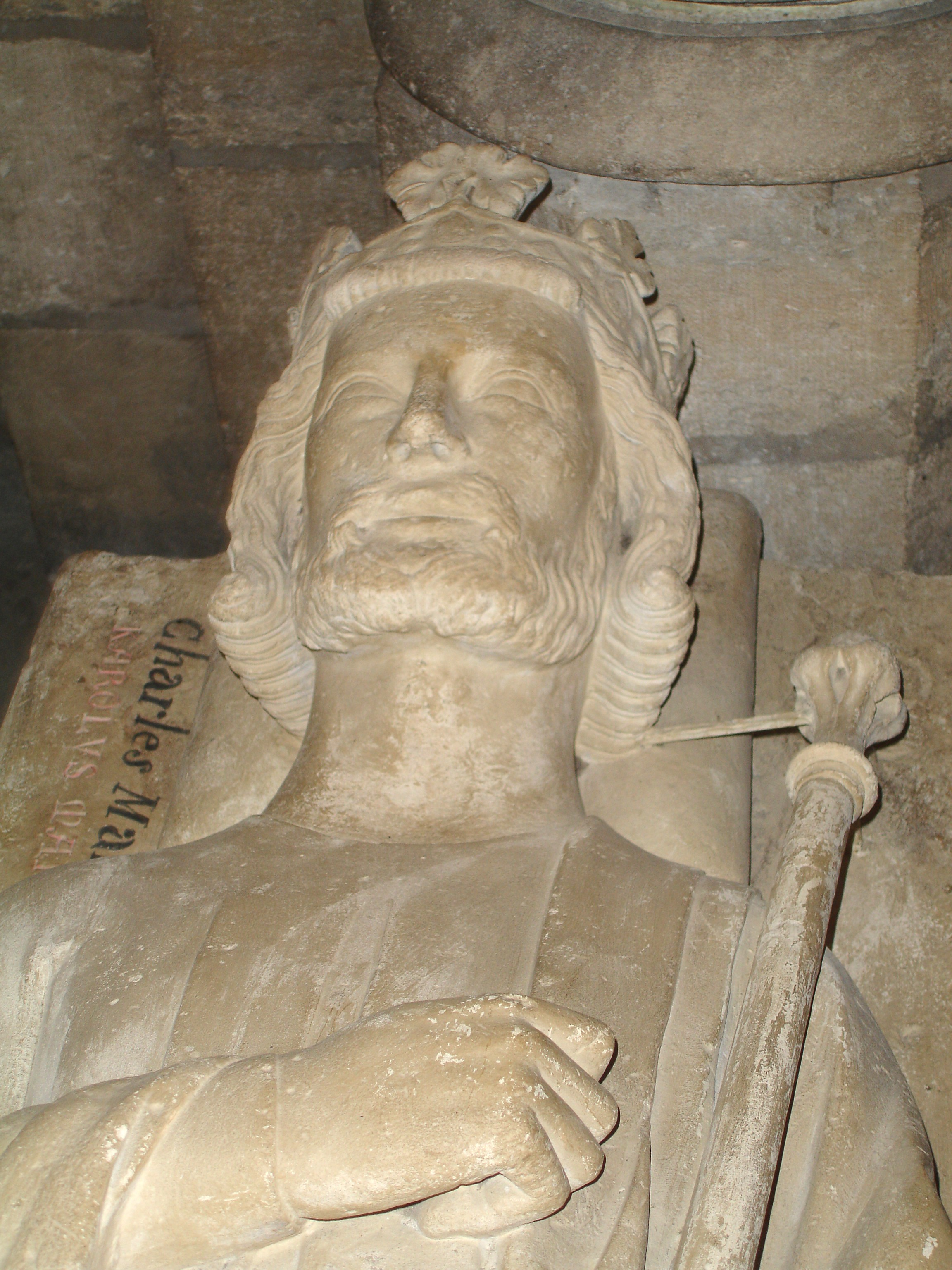
카를 마르텔의 묘

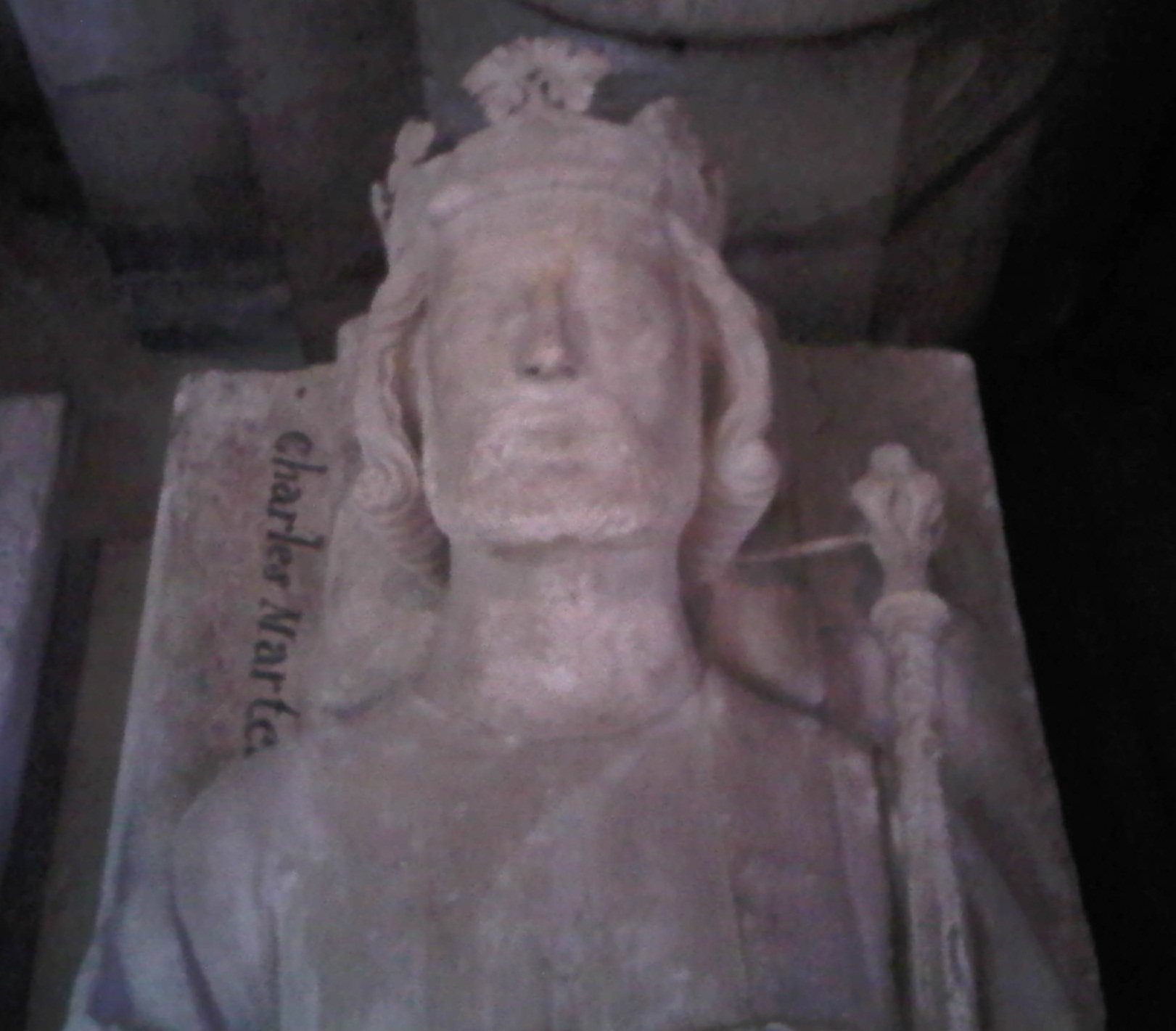
카를 마르텔의 석관 무덤

737년 3월 16일 또는 4월 30일 국왕 테오도리히 4세가 젊은 나이에 병으로 갑자기 사망했다. 737년 이후부터 메로빙거 왕조가 궐위된 것을 계기로 프랑크 왕국의 실권을 장악하였다. 그러나 그를 왕으로 추대하려는 시도에도 불구하고, 그는 사양하여 왕에 취임하지 않고 국왕을 대리하여 정무를 주관하였다. 738년 레온과 부르고뉴에 진출했고, 아키텐의 반란을 다시 진압하였으며, 랑그도크까지 영향력을 확보했다. 738년에는 베스트팔렌에 거주하던 작센 족에게 자신에 대한 존경과 경의를 강요하기도 했다. 739년에는 프로방스에서 반군 봉기가 있었지만 쉽게 진압하였다. 정치 자금과 전쟁 비용, 군사 자금이 부족했던 카를 마르텔은 종종 성당과 수도원, 수녀원에 세금을 부과하거나 성당, 수도원, 수녀원 재산을 압수하여 자신의 정치자금과 군사 자금으로 써서 성직자들의 반감을 사기도 했다. 그러나 카를 마르텔은 자신의 반대파를 철저하게 무자비하게 초토화시켰으므로, 누구도 쉽게 이의제기를 하지 못했다.
그러나 카를은 만년에 병에 시달렸고, 잦은 격무로 쓰러지기도 했다. 한편 739년 롬바르드족의 공격에 시달리고 있던 교황 그레고리우스 3세의 구명, 군사원조 요청을 국력이 안됨을 이유로 거절했고, 교황의 호소를 무시했다. 교황에게서 값진 선물들, 심지어 성 베드로 무덤의 열쇠 등을 선물로 받았으나 카를은 형식적인 답례만을 했을 뿐 원조를 약속해주지 않았다.
741년 카를 마르텔은 열병에 걸렸고, 병세가 심해졌다. 741년 3월 카를이 병석에 누운 것을 기회로, 바이에른 부족공작이자 사위인 오딜로는 독립을 기도한다. 또한 아키텐의 후놀드 1세 역시 독립을 시도한다. 741년 9월 17일 카를 마르텔은 메로빙거 왕조의 지역 별궁이 있던 클리시의 땅을 생 드니 수도원에 봉헌했다. 이때 스완힐드와 그리포는 카를의 문서에 서명했지만, 카를로만과 피핀 3세는 서명을 거부했다. 741년 10월에 쿠아즈 궁전(Quierzy)에서 열병으로 사망했을 때 그는 이슬람의 침입을 격퇴한 공로로 특별히 왕족들이 묻히던 파리 생드니 대성당 지하의 테오도리히 3세 묘소 옆의 석관에 안치되었다. 그의 사망 일자는 10월 15일설과 또는 10월 22일설이 있다.

### 사후
카를이 본래의 이름이고 마르텔은 그에게 붙여진 별명이었다. 그러나 일부에서는 그의 이름이 고유명사화되기도 하여, 카를 마르텔이라는 이름을 짓기도 했다. 나폴리와 알바니아의 왕 카를로 2세는 자신의 아들의 이름을 카로이 마르텔이라 지었다. 헝가리의 왕 라슬로 4세의 외조카이자 후계자였던 카로이 마르텔은 24세의 나이로 일찍 죽어 왕위를 계승하지는 못했다.
그리스도교를 이민족에게 포교하는데 공을 세웠으나, 성당과 수도원, 수녀원의 재산을 함부로 몰수하였으므로 시복, 시성 대상에서는 제외되었다. 또한 교회와 수도원, 수녀원 재산에 대한 그의 징세와 공격 때문에 일부 중세 작가들은 작품에서 그를 교회 약탈자로 묘사하였다. 카를 마르텔 사망 직후, 알레만 출신 바이에른 공작 오딜로(Odilo)는 카를 마르텔이 병석에 누운 것을 계기로 프랑크 왕국에서 독립을 본격 시도했으나, 743년 에프파흐의 레흐 강(Lech)에서 카를로만 1세와 피핀 3세 형제의 군사에게 최종 패배, 진압되었다. 아키텐 역시 그의 사망 소식이 전해지자 바로 독립을 기도했다가, 피핀 3세의 군대에 의해 무자비하게 진압당했다.
그의 사후 2년 뒤 피핀 3세는 메로빙거 왕조의 왕족을 데려다가 힐데리히 3세로 옹립한다. 그러나 피핀은 자신의 이복동생 그리폰을 제거한 뒤, 형인 카를로만 1세와 조카 드로고를 제거하고 프랑크 왕국의 궁재직을 장악한다. 피핀은 751년 교황 자카리아스의 승인을 얻어 직접 국왕으로 즉위하게 된다.

## 가계

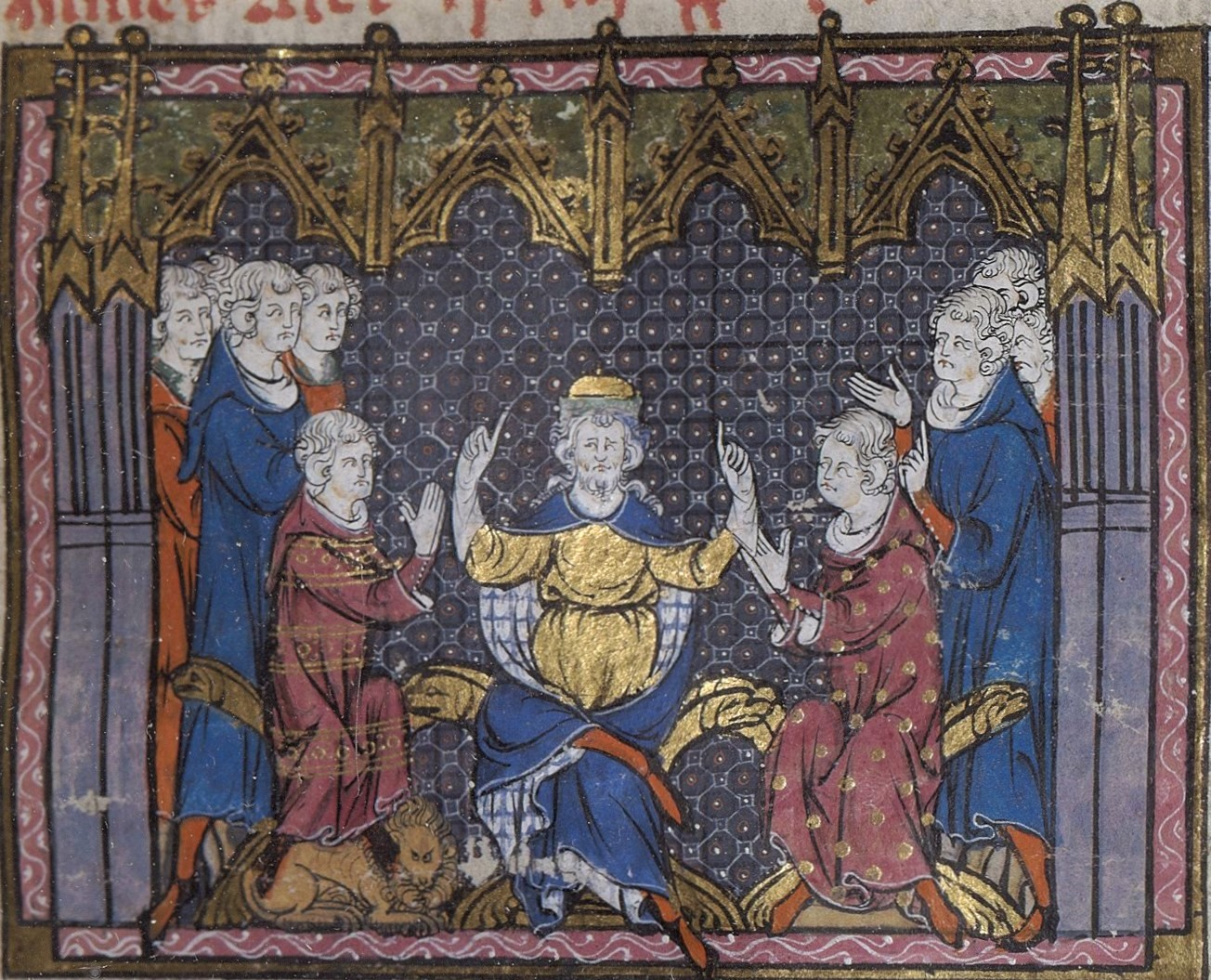
두 아들인 피핀과 카를로만에게 유산을 분배하는 카를 마르텔

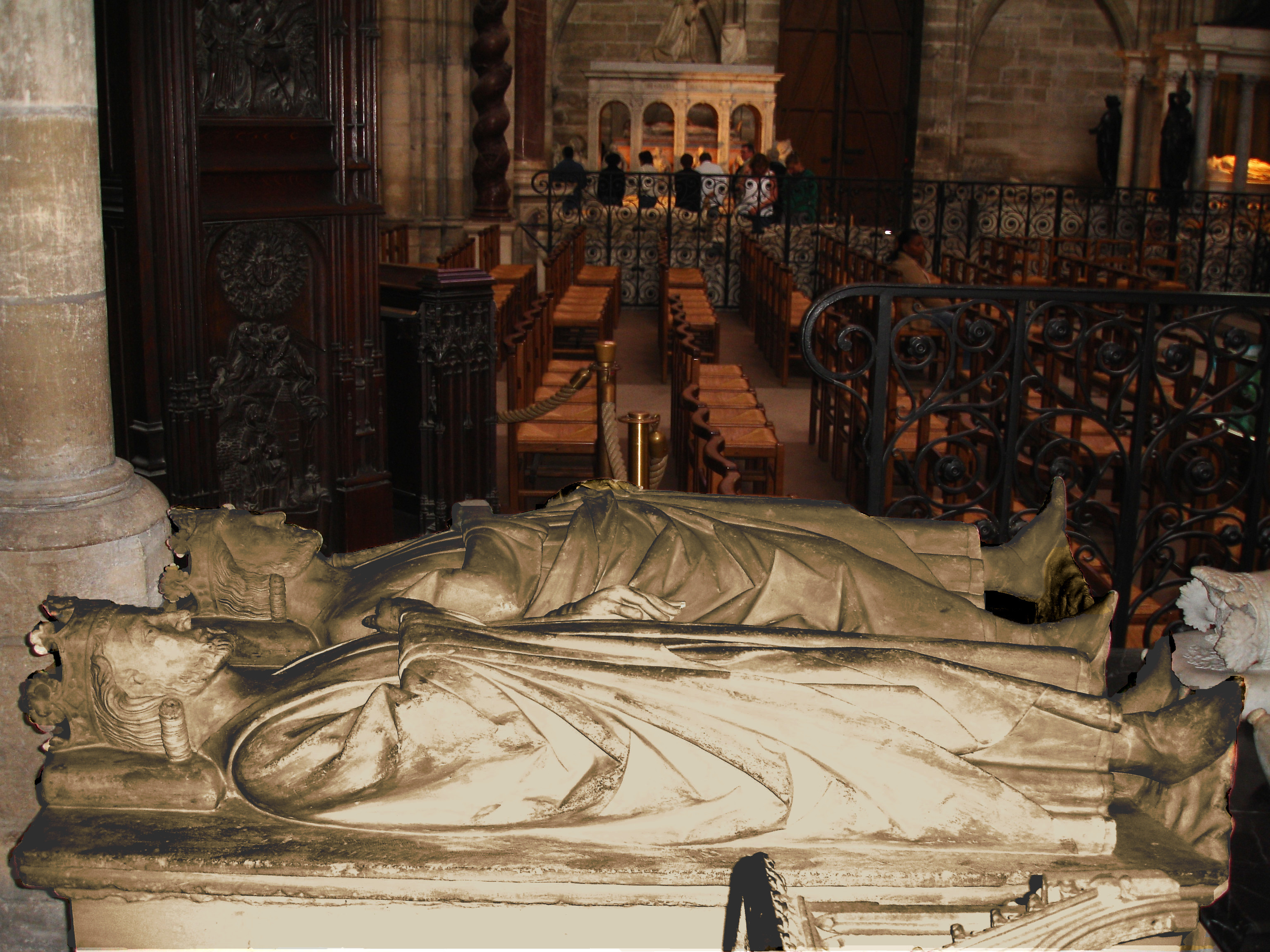
생드니 대성당 내부 클로비스 2세 (앞)의 석관과 카를 마르텔의 석관

- 아버지 : 피핀 드 헤르스탈(Pepin the Herstal, 630년경 - 714년)
- 본처 : 플렉트루디스
  - 이복 형 : 그리모알트 2세(? - 714년, 암살됨)
  - 이복 형 : 드로고(Drogo, ? - 708년)
- 생모 :
  - 동생 : 힐데브란트 백작(Childebrand, 678년 ~ 751년/768년)
- 본처 : 로트루드 드 트레베(Rotrude de Trebe, 690년경 - 724년/725년)
  - 딸 : 힐트루드(Hiltrud, ? - 754)
  - 사위 : 오딜로(Odilo 또는 오틸로(Oatilo), ? - 748년 1월 24일), 알레만니아 출신 바이에른 공작. 바이에른 공작가의 상속자들이 어려서 그가 대신 바이에른 부족공이 되었다.
  - 장남 : 카를로만 1세(Carloman I, 710? - 755)
  - 딸 : 라나트라다(Landrade)
  - 딸 : 알다(Alda, 오툉의 테오도리히 4세와 결혼, 기욤 드 겔론의 어머니)
  - 차남 : 피핀 3세(Pepin the Short, 714 - 768)
  - 며느리 : 레온의 베르트라다(Bertrada the Leon, 710 - 783)
- 첩 : 스완힐드(Swanachild), 아길롤핑 기문 출신
  - 서자 : 그리폰(Grifo)
- 첩 : 로우하이드(Ruodhaid)
  - 서자 : 베른하르트(Bernhart, 이탈리아 왕 피피노의 처조부, 730? - 787)
  - 서자 : 히에로니무스(Hieronymus)
  - 서자 : 레미기오(Remigius, 로엔의 대주교, ? - 771년)

## 같이 보기
- 카롤링거 왕조
- 메로빙거 왕조
- 투르 푸아티에 전투
- 네우스트리아
- 아우스트라시아
- 피핀 2세
- 그리모알트 2세
- 피핀 3세
- 카를로만 1세
- 카롤루스 대제
- 에우도
- 사라센

## 관련 문헌
- 패트릭 기어리, 《메로빙거 세계-한 뿌리에서 나온 프랑스와 독일》 (이종경 옮김, 도서출판 지식의 풍경, 2002)